# Stuhlverhalt
Stuhlverhalt (auch Stuhlverhaltung) ist das willentliche oder unwillentliche Verhindern der Defäkation. Stuhlverhalt hat meistens keine organische Ursache (Funktionelle Störung) und kommt vor allem bei Kindern als angstbesetzte Vermeidung der Defäkation vor. Stuhlverhalt ist die häufigste Ursache für Enkopresis. Erkrankungen wie Demenz oder Depressionen können zu einem ausgeprägten Stuhlverhalt bis hin zum Darmverschluss führen.

## Kinder
Rückhaltemanöver können bei Kleinkindern Zeichen für einen Stuhlverhalt und daraus folgender Obstipation sein. Bei Stuhldrang versuchen die Kinder durch Überstreckung, generalisiertes Muskelanspannen, Fersensitz oder Ähnliches den Stuhl zurückzuhalten. Nach mehrtägigem Stuhlverhalt können Verhaltensauffälligkeiten entstehen. Die Kinder können durch die Konzentration auf die Zurückhaltung der Stuhlentleerung bedrückt wirken oder vermindert körperlich aktiv sein. In 10–25 % der Fälle kann Stuhlverhalt zu vermindertem Appetit und einer Gedeihstörung beitragen. Bauchschmerzen sind kein zwingendes Begleitsymptom und kommen lediglich in 10–70 % der Fälle vor.